# Pales feredayi
Pales feredayi är en tvåvingeart som först beskrevs av Frederick Wollaston Hutton 1881.  Pales feredayi ingår i släktet Pales och familjen parasitflugor. Inga underarter finns listade i Catalogue of Life.